# Naughty Dog
Naughty Dog, LLC (dawniej JAM Software, Inc.) – amerykański producent gier komputerowych z siedzibą w Santa Monica w Kalifornii.

## Historia
Przedsiębiorstwo zostało założone przez Andy’ego Gavina i Jasona Rubina w 1984. Do 1989 nosiło nazwę JAM Software, co było skrótem od Jason and Andy Magic Software. Na początku działalności dwuosobowe studio założycieli napisało (jako drugą) grę o narciarstwie. Jednakże jeden z założycieli studia nagrał nielicencjonowane kopie gier, na jedyną kopię własnej gry. Trzeba było więc napisać grę od nowa. Udało się to i gra została sprzedana za dokładnie 250 dolarów. W 2001 studio zostało przejęte przez Sony Computer Entertainment i od tej pory wszystkie gry są pisane wyłącznie na konsole PlayStation.
W 2007 firma zaprezentowała swoją pierwszą grę na konsolę PlayStation 3 – Uncharted: Fortuna Drake’a, a w 2009 wydała jej kontynuację – Uncharted 2: Pośród złodziei, która w wielu rankingach jest jedną z najlepiej ocenianych gier na konsolę PlayStation 3. 1 listopada 2011 wydana została trzecia część  serii opowiadającej o przygodach Nathana Drake’a zatytułowana Uncharted 3: Oszustwo Drake’a. W 2013 studio stworzyło The Last of Us. 10 maja 2016 twórcy wydali ostatnią część serii Uncharted – Uncharted 4: Kres złodzieja. 19 czerwca 2020 zostało wydane The Last of Us: Part II.

## Lista gier wyprodukowanych przez studio
| Tytuł gry                              | Data wydania | Platforma     | Średnia ocena | Uwagi i nagrody                                                         |
| -------------------------------------- | ------------ | ------------- | ------------- | ----------------------------------------------------------------------- |
| Keef the Thief                         | 1989         | Apple IIGS    |               | Pierwsza gra stworzona przez Naughty Dog                                |
| Rings of Power                         | 1991         | Sega Genesis  |               |                                                                         |
| Way of the Warrior                     | 1994         | 3DO           |               |                                                                         |
| Crash Bandicoot                        | 1996         | PlayStation   |               |                                                                         |
| Crash Bandicoot 2: Cortex Strikes Back | 1997         | PlayStation   |               |                                                                         |
| Crash Bandicoot 3: Warped              | 1998         | PlayStation   | 91/100        |                                                                         |
| Crash Team Racing                      | 1999         | PlayStation   | 88/100        |                                                                         |
| Jak & Daxter: The Precursor Legacy     | 2001         | PlayStation 2 | 90/100        | Pierwsza gra stworzona po przejęciu studia przez Sony.                  |
| Jak II                                 | 2003         | PlayStation 2 | 87/100        |                                                                         |
| Jak 3                                  | 2004         | PlayStation 2 | 84/100        |                                                                         |
| Jak X: Combat Racing                   | 2005         | PlayStation 2 | 76/100        |                                                                         |
| Uncharted: Fortuna Drake’a             | 2007         | PlayStation 3 | 88/100        | Najlepsza gra akcji i najlepsza gra na PlayStation 3 według IGN         |
| Uncharted 2: Pośród złodziei           | 2009         | PlayStation 3 | 96/100        | Gra roku i najlepsza gra wydana na PlayStation 3 według IGN.            |
| Uncharted 3: Oszustwo Drake’a          | 2011         | PlayStation 3 | 93/100        | Najlepsza gra na PlayStation 3 i najlepsza oprawa graficzna według IGN. |
| Jak & Daxter Collection                | 2012         | PlayStation 3 | 81/100        | Port stworzony przez Mass Media Games.                                  |
| The Last of Us                         | 2013         | PlayStation 3 | 95/100        |                                                                         |
| The Last of Us Remastered              | 2014         | PlayStation 4 | 95/100        |                                                                         |
| Uncharted: Kolekcja Nathana Drake’a    | 2015         | PlayStation 4 | 86/100        | Port stworzony przez Bluepoint Games.                                   |
| Uncharted 4: Kres złodzieja            | 2016         | PlayStation 4 | 93/100        |                                                                         |
| Uncharted: Zaginione dziedzictwo       | 2017         | PlayStation 4 | 85/100        |                                                                         |
| The Last of Us Part II                 | 2020         | PlayStation 4 | 93/100        |                                                                         |